# علی قدسی
علی قدسی دانشمند رایانه و کارآفرین سوئدی-ایرانی متخصص در سیستم‌های توزیع شده و داده‌های بزرگ است. او یکی از بنیانگذاران و مدیر عامل ارشد شرکت دیتابریکس است و استاد معین در دانشگاه یوسی برکلی است. ایده‌هایی از تحقیق دانشگاهی او، در زمینه مدیریت منابع و برنامه‌ریزی و ذخیره داده‌ها، در پروژه‌های منبع باز محبوب مانند Apache Mesos , آپاچی اسپارک، و آپاچی هدوپ مورد استفاده قرار گرفته‌است.
قدسی دکترای خود را از موسسه فناوری سلطنتی KTH در سوئد دریافت کرد، و استاد او سیف حریدی بود. او یکی از بنیانگذاران Peerialism AB، یک شرکت توسعه دهنده سیستم‌های نظیر به نظیر برای انتقال و ذخیره داده‌ها در اینترنت  بود که در استکهلم مستقر شده است. وی از سال ۲۰۰۸ تا ۲۰۰۹ نیز استادیار KTH بود.
وی در سال ۲۰۰۹ به عنوان یک دانشور مدعو به یوسی برکلی پیوست و با اسکات شنکر، یون استویکا، مایکل فرانکلین و ماتی زاهاریا در پروژه‌های تحقیقاتی در سیستم‌های توزیع شده، سیستم‌های پایگاه داده و شبکه همکاری کرد. در این دوره، او شروع به کمک به پروژه‌های Apache Mesos و Apache Spark کرد. وی همچنین «انصاف منابع چیره» منتشر کرد. مقاله‌ای که به شدت بر مدیریت منابع و طراحی برنامه‌ریزی در سیستم‌های توزیع شده مانند هدوپ تأثیر گذاشت.
در سال ۲۰۱۳، او شرکت دیتابریکس را بنیانگذاری کرد. این شرکت اسپارک را تجاری‌سازی می‌کند. در سال ۲۰۱۶ نیز رئیس اجرایی شرکت مزبور شد.